# 阿科里亞區

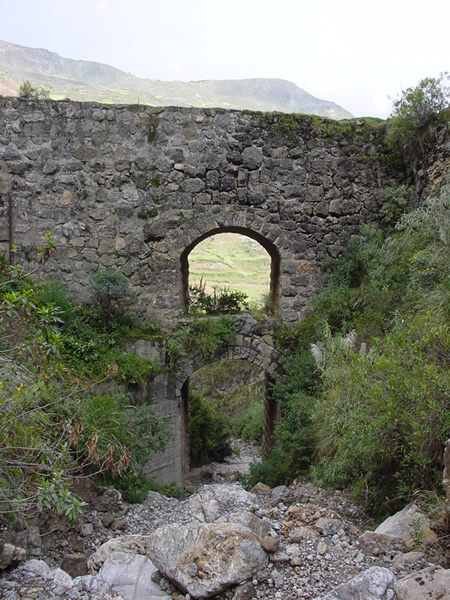

阿科里亞區（西班牙語：Distrito de Acoria），是秘魯的一個區，位於該國中南部萬卡韋利卡大區的萬卡韋利卡省，面積535.1平方公里，海拔高度3,167米，2005年人口27,713，人口密度每平方公里52人。